# Arthur Koppel
Arthur Koppel byla firma působící celosvětově z Německa v letech 1895 až 1909. Obchodovala s potřebami pro lehké hospodářské a průmyslové dráhy „System A. Koppel“, vyráběla pro ně vozidla, stroje a vybavení a tyto dráhy i po celém světě budovala. Jako samostatná zanikla sloučením se společností Orenstein & Koppel.

## Historie společnosti
Obchodník Arthur Koppel (1851, Drážďany – 1908, Berlín) byl, spolu s Benno Orensteinem, r. 1876 spoluzakladatelem v té době ještě pouhé obchodní společnosti Orenstein & Koppel. Když si oba společníci v dobrém podnikání rozdělili, založil r. 1885 vlastní exportní společnost „Arthur Koppel“, Berlín. Dle dohody připadl Koppelovi ze společného podniku na pět let prodej výrobků na trzích mimo Německo. V té době figuroval i ve firmě Gutfeld & Koppel, se stejným oborem podnikání.
Roku 1886 založil A. Koppel prodejní kancelář v Petrohradě, postupně vznikla obchodní zastoupení v Římě (1887), ve Vídni, Budapešti, Hamburku a v Rio de Janeiru (1888), v Mexiku, Argentině a na Kubě (1890), v Londýně (1891), v Johannesburgu a Surabaji (1892), v Austrálii a Kalkatě (1895), a na řadě dalších míst. Zastoupení pro Rakousko-Uhersko, včetně českých zemí, držela firma Rössemann a Kühnemann (mezi roky 1905 až 1914).
V roce 1905 byla dokončena transformace na akciovou společnost „Arthur Koppel AG“ s akciovým kapitálem 9 mil. marek a firma následně vstoupila do kartelového zájmového společenství s následnickou společností Koppelova někdejšího obchodního partnera B. Orensteina "AG für Feld- und Kleinbahnen-Bedarf, vorm. Orenstein & Koppel" (Akciová společnost pro potřeby polních a úzkorozchodných drah, dříve Orenstein & Koppel). Po smrti A. Koppela se obě společnosti k 6. únoru 1909 na nové úrovni znovu spojily pod firmou "Orenstein & Koppel-Arthur Koppel Akt.-Ges." Zahraniční pobočky a zastoupení dále působily pod zavedenou jednoduchou hlavičkou A. Koppel, v některých případech ještě ve 20. letech.

## Vlastní výroba pro železniční dráhy
V roce 1886 zahájil Koppel v závodě v Bochumi také vlastní výrobu železničního materiálu pro malodráhy. Výrobní program postupně obsáhl všechny typy vozů pro malé polní a průmyslové železnice, včetně samovykládacích, elektrické lokomotivy, normálně- a úzkorozchodné výhybky a koleje, točny, překládací plošiny, jednokolejnicové systémy, šikmé výtahy, svážnice, nápravová ložiska i výlisky a výkovky pro stavbu vozů. Další strojní závod vznikl v Kamenu v Porúří. Roku 1888 vybudoval slévárnu ve Wolgastu, kde se vyráběly ocelové odlitky pro lodní motory, lokomotivy, rypadla i dvojkolí a kování pro vagóny. Roku 1897 vzniklo v Berlíně samostatné oddělení pro elektrické systémy a lokomotivy. Zahraniční výrobní pobočky vznikly v Rusku v Petrohradě (filiálka "A.S. pro konstrukci hospodárných dopravních prostředků a mechanických zařízení systému Arthur Koppel‘ v roce 1896, výrobní závod od 1898), v Pensylvánii u Pittsburgu (1905) a ve Fives-Lille ve Francii (1907). Vlastní parní lokomotivy A. Koppel nevyráběl; v případě, že byly součástí zakázky, objednával je u zavedených výrobců malých lokomotiv, jako Krauss v Mnichově nebo A. Jung, později u O&K i jinde, a dodával s vlastními výrobními štítky.
Pod hlavičkou A. Koppel bylo v letech 1895–1912 vybudováno nebo dodáno vybavení pro desítky především úzkorozchodných drah, koňských i lokomotivních, v celkové délce několika tisíc km po celém světě, a v několika případech je firma i sama provozovala. Specialitou byly dráhy v elektrické trakci, dodávané od r. 1896. Firma mimo jiné postavila:
- svojí první elektrickou polní dráhu s přenosným trolejovým vedením v cukrovaru Schottwitz (dnes Sołtysowice v Dolním Slezsku, 1896),
- jako první zahraniční dodávku v elektrické trakci drážku o rozchodu 600 mm a délce 2,5 km spojující přístav s cukrovarem Groenendijk v Oosterhoutu poblíž Bredy (Nizozemsko), r. 1897,
- plantážní drážky pro Société Générale des Sucreries de la Haute Egypt (cukrovarnická společnost Horního Egypta), v délce 200 km,
- lesní a důlní železnice o rozchodu 750 mm na Urale, 116 km,
- v letech 1903–1906 nejdelší dráhu s rozchodem 600 mm na světě - důlní železnici Otavi (Otavi Minen- und Eisenbahn-Gesellschaft) v Německé jihozápadní Africe. Hlavní trať ze Swakopmundu do Tsumebu přes Windhoek měla délku 380 km, s odbočkami až 580 km,[pozn. 3]
- na Moravě hospodářské drážky v Židlochovicích (760 mm), a Kozlanech u Vyškova (700 mm).[1][2][3]

Firma držela několik desítek patentů na originální řešení konstrukčních celků parních kotlů, kolejových vozidel, lanovek, kolejnicových sestav nebo pro elektrickou trakci.

## Galerie

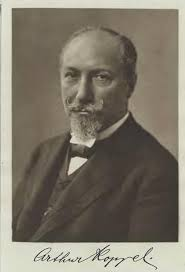
A. Koppel (1851–1908), zakladatel, majitel a ředitel společnosti
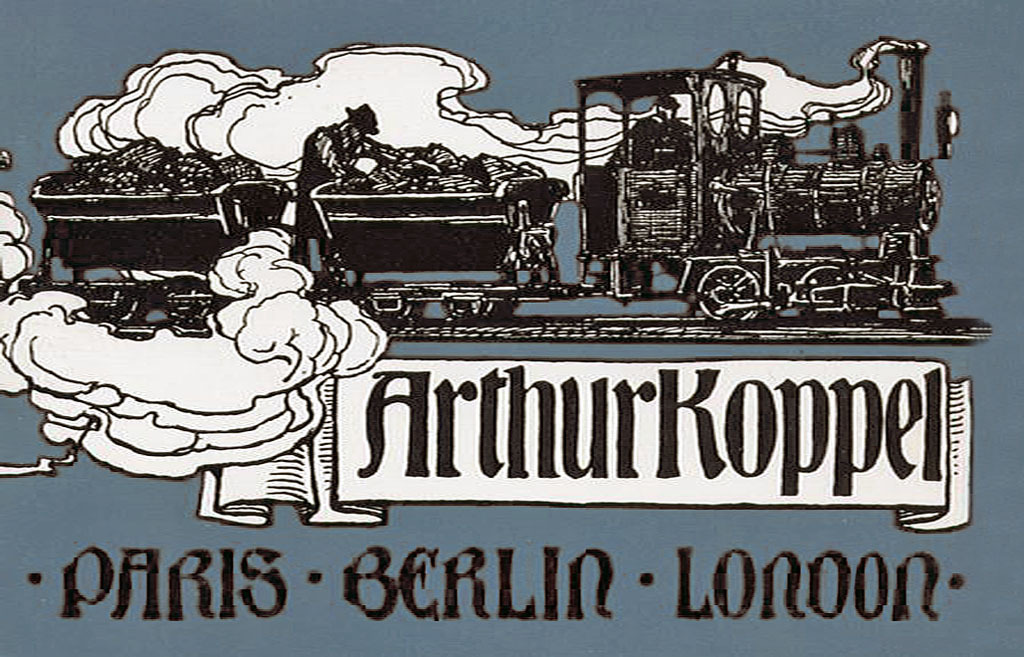
Dobový propagační materiál společnosti A. Koppel, cca 1900
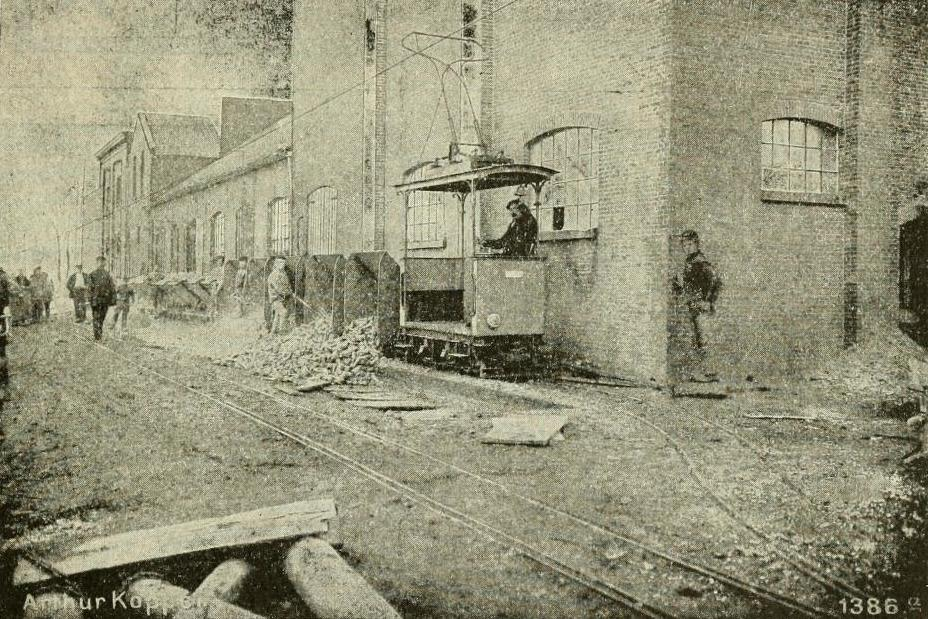
Elektrická drážka v cukrovaru Groenendyk u Bredy, Holandsko 1897
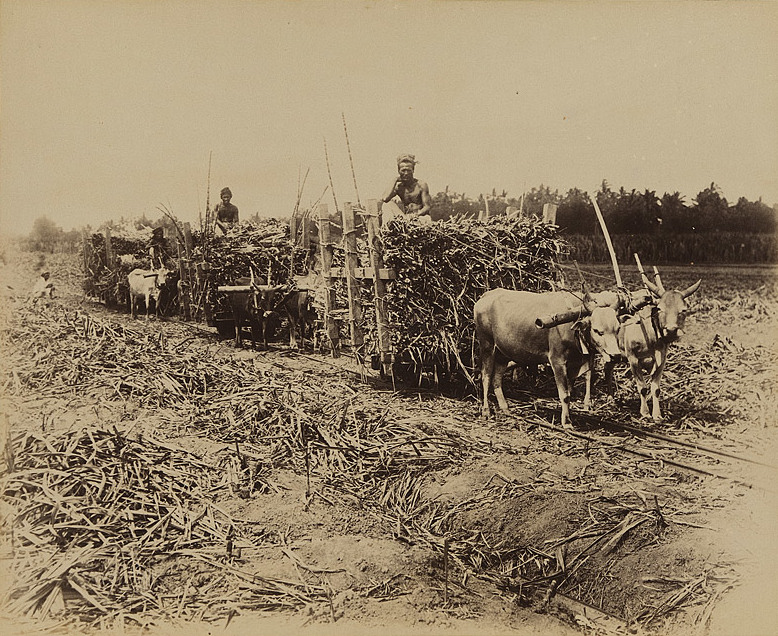
Drážka A. Koppel v animální trakci na plantáži cukrové třtiny, Jáva 1898
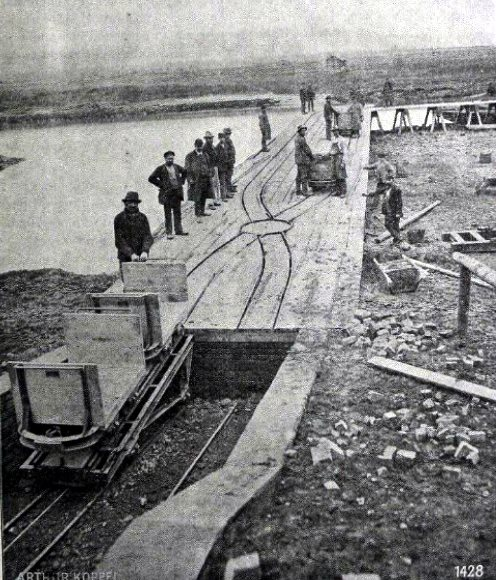
Horní nakládací stanice důlní svážnice (šikmého podvozíkového výtahu) dodané firmou Arthur Koppel, ca. 1900
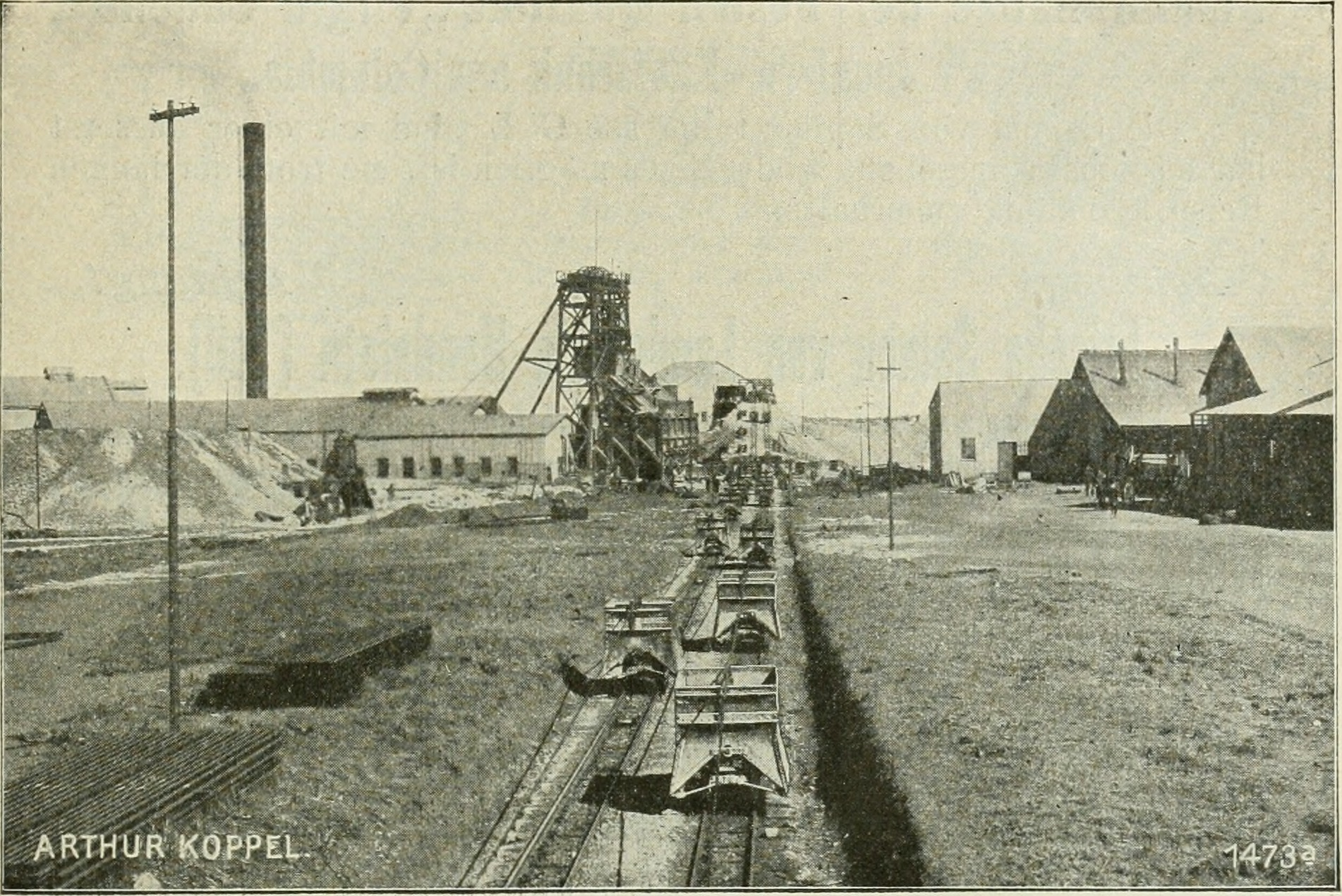
Pozemní lanovka fy A. Koppel dodaná pro dopravu rudy, zlatý důl v Transvaalu, jižní Afrika
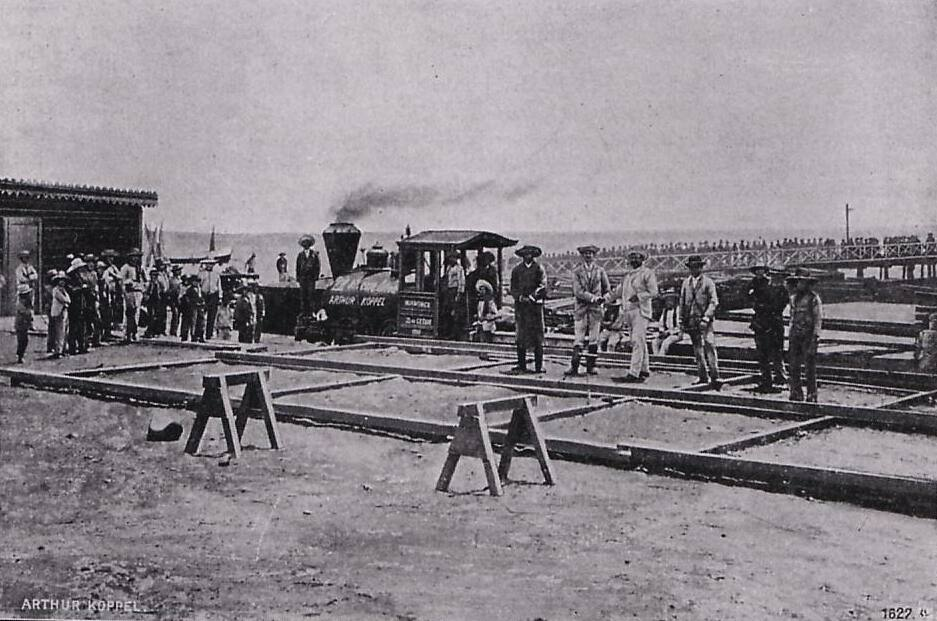
Slavnostní otevření železnice vybudované firmou A. Koppel v Peru, cca 1900
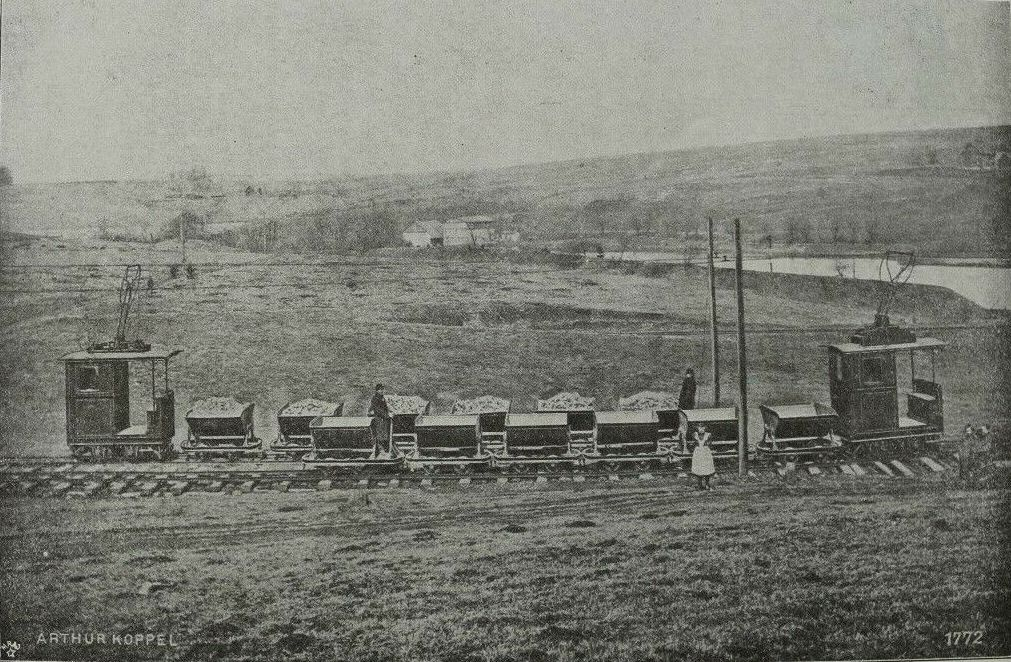
Vlaky elektrické důlní drážky délky 3,5 km o rozchodu 750 mm u Clausthalu v Harzu. Lokomotivy s výkonem 20 PS byly napájeny 330 Vss z troleje
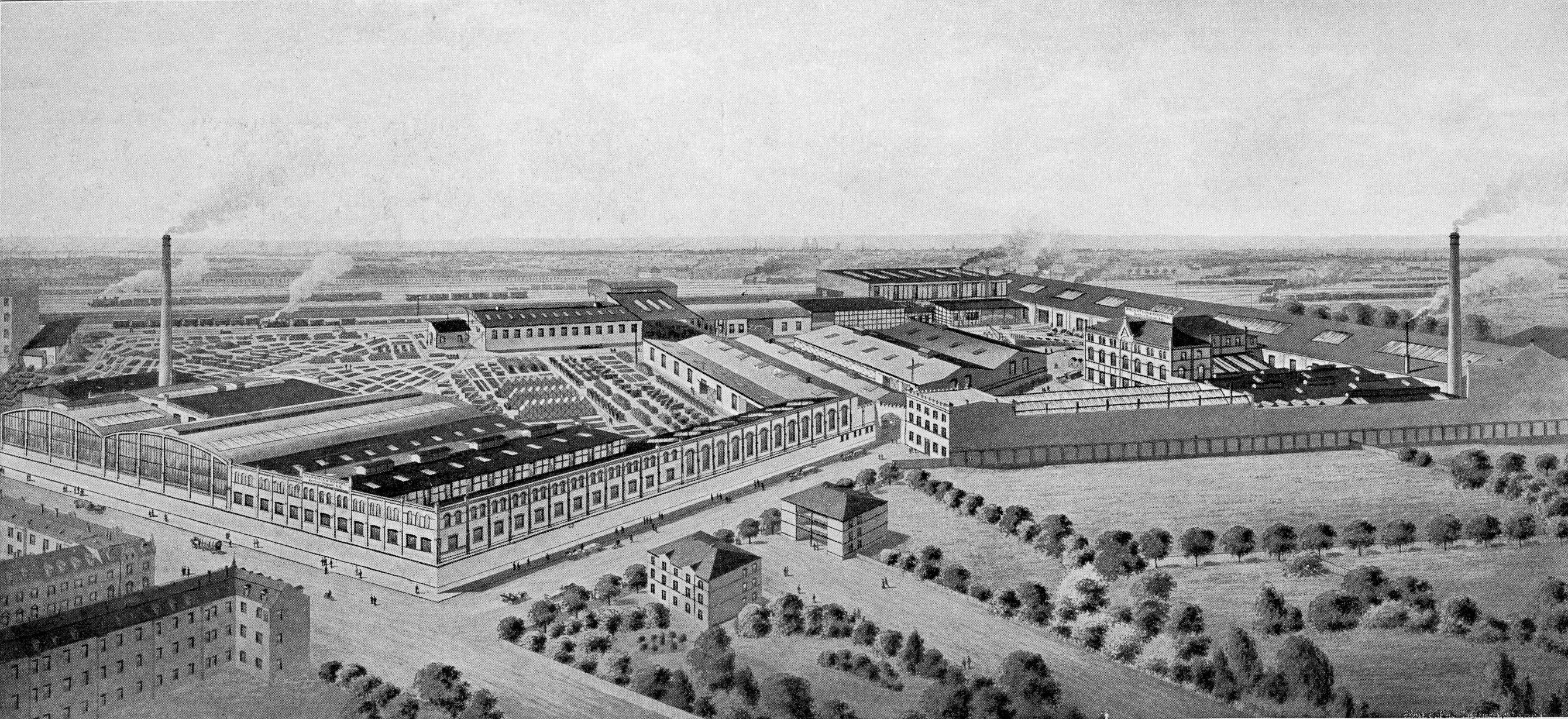
Pohled na kmenovou továrnu A. Koppela v Bochumi, už po znovusloučení s O&K; před r. 1913
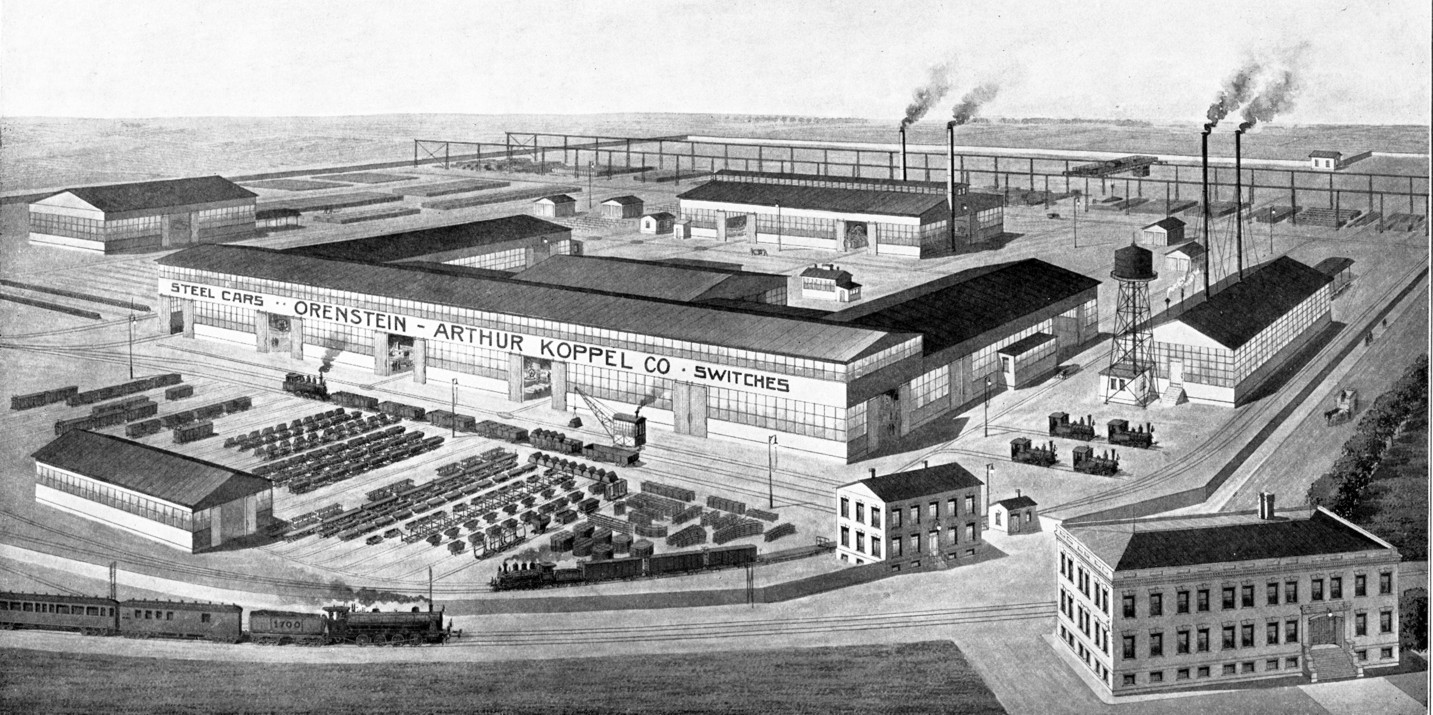
Americká továrna firmy A. Koppel v Pensylvánii. Roku 1912 měla 500 zaměstnanců, pro které postavila i obytnou kolonii. Takto vzniklé městečko Koppel se stalo součástí aglomerace Pittsburghu